# Puncha ratzeburgi
Puncha ratzeburgi – górski gatunek wielbłądki (Raphidioptera) z rodziny wielbłądkowatych (Raphidiidae) szeroko rozprzestrzeniony w Europie Środkowej i Wschodniej. Izolowane populacje wykazano z południowej Francji, Półwyspu Apenińskiego i Bałkańskiego.  
W Polsce jest gatunkiem bardzo rzadkim.